# Zweden op het Eurovisiesongfestival 1977
Melodifestivalen 1977 was de zestiende editie van de liedjeswedstrijd die de Zweedse deelnemer voor het Eurovisiesongfestival oplevert. In 1976 nam Zweden niet deel aan het Songfestival wegens demonstraties tegen de commerciële muziek. Voor de editie van 1977 werden 965 liedjes ingestuurd. De winnaar werd bepaald door de regionale jury. De groep Forbes werd de Zweedse inzending voor het Songfestival, maar kaapte uiteindelijk op het festival de rode lantaarn weg.

## Uitslag
| Nr. | Artiest                  | Lied                    | Songwriters                      | Punten | Plaats |
| --- | ------------------------ | ----------------------- | -------------------------------- | ------ | ------ |
| 1   | Lena Andersson           | Det bästa som finns     | Ted Gärdestad, Kenneth Gärdestad | 55     | 8ste   |
| 2   | Greta & Malou            | Åh, vilken sång         | Greta Zachrisson, Malou Berg     | 72     | 4de    |
| 3   | Mats Rådberg             | Du och jag och sommaren | Tomas Ledin                      | 19     | 10de   |
| 4   | Landslaget               | Sommaren -65            | Lasse Lindbom                    | 73     | 3de    |
| 5   | Kenneth Greuz & Eric Öst | Ola mä fiola            | Little Gerhard                   | 47     | 9de    |
| 6   | Tomas Ledin              | Hollywood               | Tomas Ledin                      | 63     | 5de    |
| 7   | Svante Thuresson         | Johan B. Lund           | Åke Larsén, Per-Arne Eklund      | 75     | 2de    |
| 8   | Jan Lundegren            | Trädets rot             | Jan Sjunneson                    | 60     | 6de    |
| 9   | Eva Rydberg              | Charlie Chaplin         | Tomas Ledin                      | 57     | 7de    |
| 10  | Forbes                   | Beatles                 | Sven-Olof Bagge, Claes Bure      | 117    | 1ste   |

### Jurering
| Lied                    | Luleå | Falun | Karlstad | Göteborg | Umeå | Örebro | Norrköping | Malmö | Sundsvall | Växjö | Stockholm | Total |  |
| ----------------------- | ----- | ----- | -------- | -------- | ---- | ------ | ---------- | ----- | --------- | ----- | --------- | ----- |  |
| Det bästa som finns     | 2     | 1     | 8        | 8        | 8    | 2      | 3          | 7     | 3         | 10    | 3         | 55    |  |
| Åh, vilken sång         | 5     | 4     | 5        | 7        | 6    | 10     | 10         | 6     | 10        | 2     | 7         | 72    |  |
| Du och jag och sommaren | 1     | 2     | 2        | 2        | 2    | 4      | 1          | 1     | 2         | 1     | 1         | 19    |  |
| Sommaren -65            | 7     | 3     | 7        | 3        | 4    | 8      | 6          | 12    | 8         | 5     | 10        | 73    |  |
| Ola mä fiola            | 3     | 10    | 4        | 1        | 5    | 6      | 4          | 4     | 1         | 7     | 2         | 47    |  |
| Hollywood               | 4     | 6     | 12       | 12       | 1    | 5      | 7          | 3     | 4         | 3     | 6         | 63    |  |
| Johan B. Lund           | 8     | 12    | 1        | 10       | 3    | 7      | 8          | 8     | 6         | 8     | 4         | 75    |  |
| Trädets rot             | 10    | 5     | 6        | 4        | 10   | 1      | 5          | 2     | 5         | 4     | 8         | 60    |  |
| Charlie Chaplin         | 6     | 8     | 3        | 5        | 7    | 3      | 2          | 5     | 7         | 6     | 5         | 57    |  |
| Beatles                 | 12    | 7     | 10       | 6        | 12   | 12     | 12         | 10    | 12        | 12    | 12        | 117   |  |

## In Londen
In Stockholm moest Zweden optreden als 13de, na Zwitserland en voor Spanje.
Op het einde van de puntentelling was Zweden 18de en laatste geworden met een totaal van slechts 2 punten. Dit was voor Zweden de 2de keer in de geschiedenis dat ze als laatste eindigden.
Men ontving van Nederland en België geen punten.

### Gekregen punten

#### Finale
| 12 punten | 10 punten | 8 punten | 7 punten    | 6 punten |
| --------- | --------- | -------- | ----------- | -------- |
|           |           |          |             |          |
| 5 punten  | 4 punten  | 3 punten | 2 punten    | 1 punt   |
|           |           |          | - Duitsland |          |

### Punten gegeven door Zweden

#### Finale
Punten gegeven in de finale:
| 12 punten | Ierland             |
| 10 punten | Monaco              |
| 8 punten  | Verenigd Koninkrijk |
| 7 punten  | Griekenland         |
| 6 punten  | Frankrijk           |
| 5 punten  | Duitsland           |
| 4 punten  | België              |
| 3 punten  | Israël              |
| 2 punten  | Finland             |
| 1 punt    | Noorwegen           |